# لوهفلدن
لوهفلدن (به آلمانی: Lohfelden) یک شهر در آلمان است که در کسل واقع شده‌است. لوهفلدن ۱۳٬۹۲۸ نفر جمعیت دارد.

## خواهرخوانده
شهرهای برگ ایم دروتال، تروتنو و آلکالا لا رئال خواهرخوانده‌های لوهفلدن هستند.